# Retrato de la Marquesa Brígida Spinola-Doria
El Retrato de la Marquesa Brígida Spinola-Doria es una pintura al óleo de Pedro Pablo Rubens, datada en 1606. Se encuentra actualmente en la Galería Nacional de Arte en Washington D. C. Fue encargado por el marqués Giacomo Massimiliano Doria, de Génova, y muestra a su esposa, y prima, poco después de su boda en 1605; procedía de la igualmente prominente familia Spinola. El marqués falleció en 1613 y ella volvió a casarse con otro Doria. El cuadro fue cortado posteriormente en dos lados, eliminando el jardín mostrado en el fondo a la izquierda y la parte inferior de la figura.

## Descripción
Las dimensiones globales de la pintura son ahora de 152 por 98 centímetros, después de que fuera reducido en el siglo XIX. Rubens realizó un boceto a pluma y tinta marrón de la pintura, el cual se guarda en  la Biblioteca Pierpont Morgan en Nueva York, posibilitando la identificación de las secciones eliminadas. Los detalles desaparecidos con la intervención incluyen la parte baja del vestido de novia de la marquesa, originalmente de cuerpo entero, pues la pintura ha sido cortada justo bajo sus rodillas y la arquitectura ajardinada a la izquierda. Escribiendo para  The Burlington Magazine en 1951, Christopher Norris indicó  que el boceto mostraba una mujer aparentando mayor que la marquesa de 22 años.
La marquesa posa en un entorno opulento para transmitir sensación de lujo; adornada con joyas, lleva un voluminoso vestido de satén a la moda española, con una espectacular gorguera de encaje alrededor del cuello. La luz se emplea para enfatizar la textura de su vestido de boda y la retratada mira al espectador de manera que se deduce que el cuadro fue pensado para ser colocado más elevado que el espectador.

## Procedencia y exposiciones
El marqués Giacomo Massimiliano Doria encargó el retrato de su novia – se casaron el 9 de julio de 1605 – y la pintura quedó en su propiedad hasta su muerte en 1613 cuando pasó a su hermano, Giovanni Carlo Doria (1576-1625). Posteriormente se convirtió en propiedad del segundo marido de la marquesa Brígida Spinola-Doria, probablemente en 1625, pasando después a la propia marquesa hasta su muerte en 1661. Quedó en la familia hasta que fue entregado a parientes de Rati Opizzone. En 1848 se encontraba en París con Simon Horsín-Déon. Cuatro años más tarde, en 1854, el retrato estaba en Londres y fue vendido varias veces antes de ser adquirido por la fundación Samuel H. Kress en 1957 que lo donó a la Galería Nacional de Arte en 1961.
Expuesto por primera vez en 1952 en el Instituto de Artes de Minneapolis cuando probablemente era propiedad de los hermanos Duveen, fue también exhibido en la Royal Academy of Arts en 1953. Desde 1961 ha sido presentado regularmente en exposiciones.